# 前波勝秀
前波 勝秀（まえば かつひで）は、戦国時代から江戸時代初期の武将。

## 経歴・人物
前波氏は日下部姓朝倉氏流の越前出身の豪族。前場氏と出自を同じくする。『寛政重修諸家譜』では姓は前場とある。
はじめ朝倉義景に仕えるが朝倉氏滅亡後織田信長に仕え守護代となる。のち豊臣秀吉に仕え御伽衆となった。天正18年（1590年）の小田原征伐では陣中での茶会に出席した。慶長3年（1598年）の秀吉の遺物配分にて黄金三枚を授かる。のち徳川家康に仕え、慶長4年（1599年）12月、摂津国茨木にて鷹狩に供奉した。同9年（1603年）8月15日の豊国社の臨時大祭では、余興の舞踊で大太鼓を打った。家康ののち秀忠に仕えた。